# 1599
Відродження •  Реформація •  Доба великих географічних відкриттів •  Ганза •  Нідерландська революція •  Річ Посполита •  Запорозька Січ

## Геополітична ситуація
Османську державу очолює Мехмед III (до 1603). Під владою турецького султана перебувають Близький Схід та Єгипет, Середземноморське узбережжя Північної Африки, частина Закавказзя, значні території в Європі: Греція, Болгарія і Сербія. Васалами турків є Волощина, Молдова й Трансильванія.
Священна Римська імперія — наймогутніша держава Європи. Її територія охоплює, крім німецьких земель, Угорщину з Хорватією, Богемію, Північну Італію. Її імператором є Рудольф II з родини Габсбургів (до 1612).
Габсбург Філіп III Благочестивий є королем Іспанії (до 1621) та Португалії. Йому належать Іспанські Нідерланди, південь Італії, Нова Іспанія та Нова Кастилія в Америці, Філіппіни. Португалія, попри правління іспанського короля, залишається незалежною. Вона має володіння в Бразилії, в Африці, в Індії, на Цейлоні, в Індійському океані й Індонезії.
Північ Нідерландів займає Республіка Об'єднаних провінцій. Формальний король Франції — Генріх Наваррський. Королевою Англії є Єлизавета I (до 1603). Король Данії та Норвегії — Кристіан IV Данський (до 1648). Король Швеції — Сигізмунд III Ваза (до 1599). На Апеннінському півострові незалежні Венеціанська республіка та Папська область.
Королем Речі Посполитої, якій належать українські землі, є Сигізмунд III Ваза (до 1632). На півдні України існує Запорозька Січ.
У Московії править Борис Годунов (до 1605). Існують Кримське ханство, Ногайська орда.
Шахом Ірану є сефевід Аббас I Великий (до 1629).
Значними державами Індостану є Імперія Великих Моголів, Біджапурський султанат, султанат Голконда, Віджаянагара. У Китаї править династія Мін. У Японії триває період Адзуті-Момояма.

## Події

### В Україні
- Два морські походи Федора Полоуса та Семена Скалозуба.
- Самійло Кішка підняв повстання на галері і після 25 років неволі з козаками повернувся на Січ.
- Митрополитом Київським став Іпатій (Потій).

### У світі

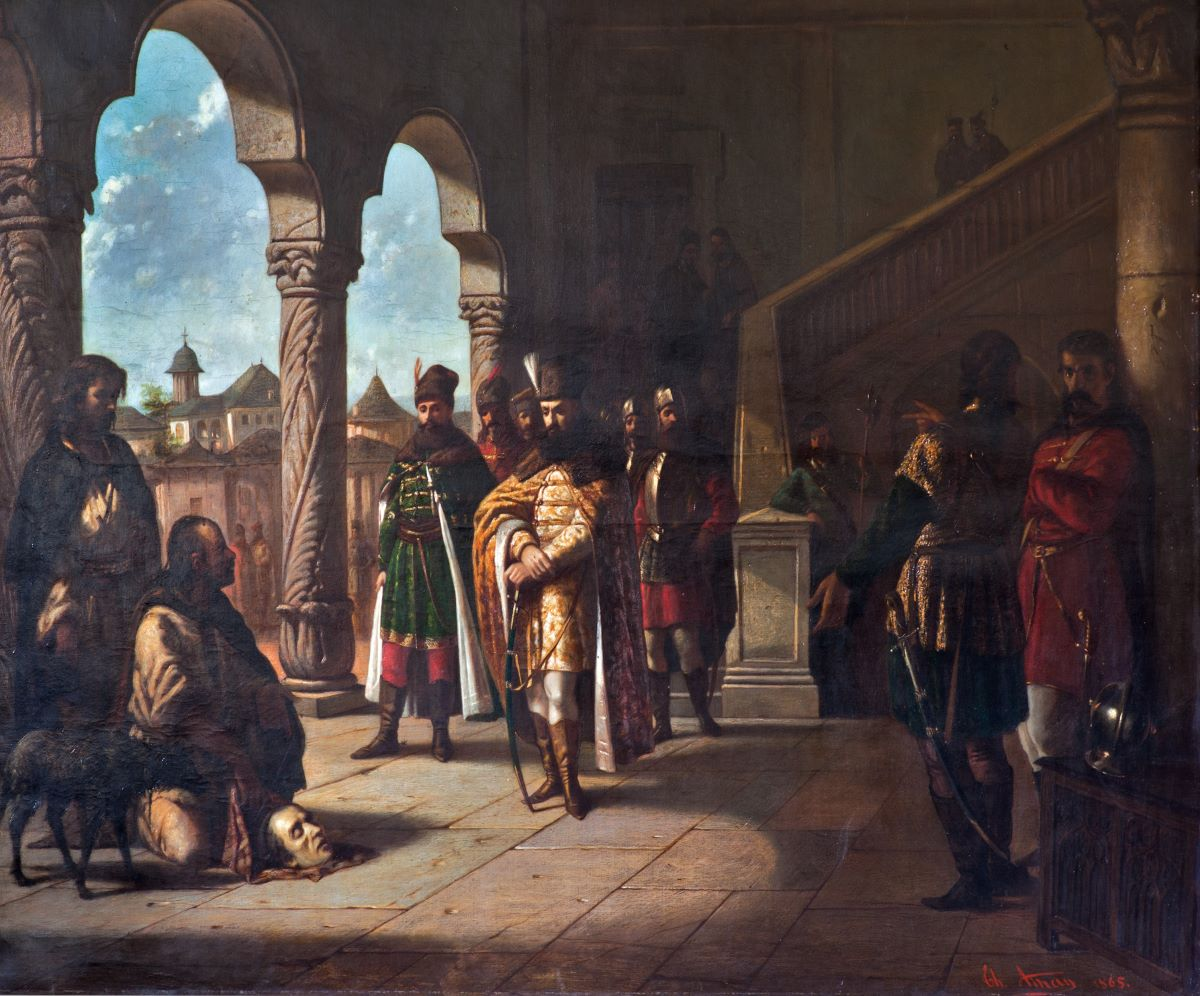
Михайлові Хороброму принесли голову Андраша Баторі.

- Шведи скинули з трону Сигізмунда III Вазу й проголосили королем його дядька Карла IX.
- Перемігши у битві під Шеленберком Андраша Баторі, Михайло Хоробрий уперше об'єднав під своєю владою землі сучасної Румунії.
- До Амстердама повернулися зі значним вантажем спецій кораблі другої експедиції в Індонезію.
- Англійські війська під орудою ерла Есеексу Роберта Девере зазнали поразки в Ірландії. Девере повернувся в Англію без дозволу й потрапив у в'язницю.
- У Кастилії почалася бубонна чума, що забрала до 1602 року пів мільйона життів.
- В Іспанії через нестачу срібла почали карбувати мідні монети.
- Після вбивства останнього з Шейбанідів, до влади в Бухарі прийшли Аштраханіди.

## Культура
- Відбулися перші вистави лондонського театру «Глобус».
- Доменіко Фонтана відкрив фортечний мур міста Помпеї, засипаного вулканічним попелом 79 року.

## Народились
Див. також: Категорія:Народились 1599
- 22 березня — Антоніс ван Дейк, фламандський живописець
- 25 квітня — Олівер Кромвель, англійський військовий, політичний та релігійний діяч, лорд-протектор Британської співдружності (1653–1658)
- 6 червня — Дієго Веласкес, іспанський художник

## Померли
Див. також: Категорія:Померли 1599
- 16 січня — у Лондоні у віці 77 років помер Едмунд Спенсер, найвизначніший поет епохи англійського Відродження.